# Retablo Cerámico de San Roque de Sueras
El retablo cerámico de San Roque, sito en la calle Del Retor, 3, en la fachada principal, a nivel del primer piso, a mano izquierda del balcón, en la localidad de Sueras, en la comarca de la Plana Baja; es un retablo cerámico catalogado, en la categoría de Espacio Etnológico de Interés Local,  como Bien de Relevancia Local,  según la Disposición Adicional Quinta de la Ley 5/2007, de 9 de febrero, de la Generalitat, de modificación de la Ley 4/1998, de 11 de junio, del Patrimonio Cultural Valenciano (DOCV Núm. 5.449 / 13/02/2007), con código: 1.
El retablo es obra de Inocencio V. Pérez Guillen, y data de finales del siglo XIX. El retablo está pintado con pintura cerámica policromada vidriada. En él se presenta a San Roque con vestimenta de peregrino, con sombrero de ala ancha y aureola. El santo lleva el cayado con la calabaza en la mano izquierda y la mano derecha la usa para levantar su faldón mostrando la llaga de su muslo izquierdo. Como siempre la imagen del santo está acompañada por un perro que lleva un pan la boca.
La figura del santo se encuadra en un paisaje con pequeños matorrales esbozados. Todo el retablo presenta una orla color amarillo con una fina línea central en color naranja. El conjunto está formado por un total de 9 piezas, unas de 20 x 20 y otras de 10 x20 centímetros, dando lugar a una composición rectangular de 60 centímetros por 50.
El retablo cerámico está situado en una hornacina (sin ornamentación) de mayor tamaño que el retablo cerámico, y cubierta en arco muy rebajado, rellenándose el espacio sobrante con restos de azulejos blancos.